# Kim Moon-soo
Kim Moon-Soo (in hangŭl: 김문수; 29 dicembre 1963) è un ex giocatore di badminton sudcoreano.

## Palmarès

### Olimpiadi
- 1 medaglia:
  - 1 oro (Barcellona 1992 nel doppio)

### Mondiali
- 3 medaglie:
  - 2 ori (Calgary 1985 nel doppio; Copenaghen 1991 nel doppio)
  - 1 bronzo (Pechino 1987 nel doppio)

### Giochi asiatici
- 1 medaglia:
  - 1 oro (Seul 1986)